# Familia de Eos (astronomía)
La familia de Eos es una familia de asteroides ubicada en la región externa del cinturón de asteroides. Se cree que la familia de los asteroides de tipo K se formó como resultado de una antigua colisión catastrófica. Los miembros de la familia comparten órbitas similares. El nombre de la familia proviene del asteroide 221 Eos.

## Historia
En el año 1918, mientras el astrónomo japonés Kiyotsugu Hirayama estudiaba en la Universidad de Yale, comenzó a examinar los movimientos de asteroides. Representando el movimiento medio, excentricidad y la inclinación de las órbitas de los asteroides, descubrió que algunos de los objetos estaban agrupados. En un documento del mismo año, describe tres de estos grupos, entre ellos los de la familia Eos con 19 miembros. Desde entonces, el número de miembros en el grupo familiar Eos ha seguido creciendo, llegando a 289 en el año 1993.

## Características
Los asteroides de la familia Eos tienen ejes semi-mayores aproximados de 2.99 hasta 3.03 UA, excentricidades entre 0.01 y 0.13 e inclinaciones entre 8° y 12°. Actualmente se conocen unos 4.400 miembros. La órbita interna de la familia está entre corchetes por la resonancia de movimiento medio 7/3 con Júpiter a 2.96 UA. El rango orbital también incluye la resonancia de movimiento medio de 9/4 con Júpiter a 3.03 UA. La mayoría de los miembros de la familia se encuentran dentro de la última distancia orbital. La distribución de los tamaños de asteroides sugiere que la familia tiene aproximadamente 1–2 mil millones de años.